# Poproč (Banská Bystrica)
|  | No s'ha de confondre amb Poproč (Košice). |

Poproč és un poble i municipi d'Eslovàquia. Es troba a la regió de Banská Bystrica.

## Història
La primera menció escrita de la vila es remunta al 1413.

## Demografia
| Godina             | 1994 | 2004    | 2014 | 2024   |
| ------------------ | ---- | ------- | ---- | ------ |
| Nombre de persones | 36   | 24      | 24   | 23     |
| Diferència         |      | −33,33% | +0%  | −4,16% |

| Godina             | 2023 | 2024   |
| ------------------ | ---- | ------ |
| Nombre de persones | 22   | 23     |
| Diferència         |      | +4,54% |